# بسيطات الشفة
بسيطات الشفة أو أسماك القنص الآسيوية أو أسماك التُرع المخططة الآسيوية (الاسم العلمي: Aplocheilidae)، فصيلة أسماك من رتبة بطحيشيات الشكل الموجودة في آسيا.